# To All the Boys: P.S. I Still Love You
To All the Boys: P.S. I Still Love You ist ein US-amerikanisches Filmdrama aus dem Jahr 2020 von Michael Fimognari mit Lana Condor, Noah Centineo und Jordan Fisher in den Hauptrollen. Der Film ist die Fortsetzung des 2018 erschienenen Filmes To All the Boys I’ve Loved Before und basiert auf dem gleichnamigen Roman von Jenny Han.
To All the Boys: P.S. I Still Love You wurde am 12. Februar 2020 weltweit auf dem Video-on-Demand-Portal Netflix veröffentlicht. Der dritte Teil To All the Boys: Always and Forever wurde 2021 veröffentlicht.

## Handlung
Die High School von Lara Jean Covey richtet ein Freiwilligenprogramm aus. Während sich ihr Freund Peter Kavinsky freiwillig mit seinen Freunden meldet, geht Lara Jean stattdessen in das Altersheim Belleview, welches bereits ihre Schwester Margot besuchte. An ihrem ersten Tag dort trifft sie Stormy, eine exzentrische alte Dame, die Margot oft erwähnte. Außerdem trifft sie auf John Ambrose McClaren, der sich ebenfalls freiwillig in Belleview engagiert. Sie sprechen über einen Liebesbrief, den sie ihm vor vielen Jahren geschrieben hatte. John Ambrose gibt daraufhin Lara Jean einen Brief von sich.
Lara Jean kann nicht aufhören, über ihre Unterhaltung mit John Ambrose nachzudenken und ist darüber hinaus ständig wegen ihrer Beziehung zu Peter verunsichert, weil sie sich mit Peters Ex-Freundin Gen vergleicht.
Am Valentinstag sieht Lara Jean wie ihre Klassenkameraden von Acapella-Gruppen überrascht werden und sie jedoch nicht. Sie erfährt von einem Freund, dass Peter dies auch immer für Gen getan hat. Dies erhöht ihre Unsicherheit weiter. Bei einem Treffen mit Peter gibt dieser ihr eine silberne Herzkette und liest ein Gedicht, das sie für originell hält, vor. Wie sich später herausstellt, hat er das Gedicht nicht selber geschrieben, sondern von Edgar Allan Poe geborgt. Er entschuldigt sich später bei ihr und sagt, dass er sich wünsche, er könnte so etwas für sie schreiben und dass er alles so meine wie im Gedicht.
Während ihrer Freiwilligenarbeit in Belleview kommen Lara Jean und John Ambrose sich näher und beschließen für die Bewohner von Belleview einen Ball auszurichten. John Ambrose hegt Gefühle für Lara Jean. Diese erzählt ihm nichts von ihrer Beziehung zu Peter. Später treffen sich die beiden mit ihren Freunden aus der Mittelschule, darunter Trevor, Peter, Chris und auch Gen. Zusammen wollen sie eine Zeitkapsel, die sie vor Jahren vergraben hatten, heben. Dabei erzählt Peter John Ambrose, dass er mit Lara Jean zusammen ist. Dies löst einen Streit zwischen Lara Jean und Peter aus.
Am nächsten Tag entschuldigt sich Lara Jean bei John Ambrose dafür, dass sie ihm nichts von Peter erzählt hat. Am Tag des Lacrosse-Spiels zeigt Chris Lara Jean ein Bild von Peter und Gen in vertrauter Pose. Sie konfrontiert Peter mit dem Bild und stellt fest, dass Peter den Kontakt zu Gen nie abgebrochen hat. Außerdem erkennt sie, dass Peter damals im Whirlpool während des Skiausflugs auf Gen gewartet hatte, um wieder mit ihr zusammenzukommen. Lara Jean trennt sich von Peter. Gen sucht Lara Jean auf, um ihr zu erklären, wie das Bild zustande kam: Peter habe sie nur getröstet, als sich ihre Eltern getrennt hatten, weil er die gleiche Erfahrung durchgemacht hatte. Außerdem sei Peter verrückt nach Lara Jean, weshalb sie nicht an ihm zweifeln solle.
In der Nacht des Balls tanzen Lara Jean und John Ambrose miteinander, bevor sie im Schnee nach draußen gehen. Als sie sich küssen, merkt Lara Jean, dass sie Peter wirklich liebt und keine Gefühle für John Ambrose hat. Sie entschuldigt sich bei ihm und eilt in ihrem Kleid nach draußen, wo Peter bereits auf sie wartet. Er ist zu ihr gekommen, weil er weiß, dass Lara Jean nicht gerne bei Schnee fährt. Dies hat sie ihm während ihres ersten Dates erzählt. Peter und Lara Jean kommen wieder zusammen.

## Hintergrund
Aufgrund des Erfolges des ersten Teils To All the Boys I’ve Loved Before wurde im November 2018 berichtet, dass Netflix gemeinsam mit Awesomeness Films an einer Fortsetzung interessiert sei. Im Dezember desselben Jahres wurde die Verfilmung des zweiten Romans offiziell von Netflix angekündigt. Im selben Zug wurde die Rückkehr der Hauptdarsteller Lana Condor und Noah Centineo bestätigt. Im März 2019 wurde Michael Fimognari, Kameramann des ersten Teils, als Regisseur verpflichtet. Fimognari gibt somit bei To All the Boys: P.S. I Still Love You sein Spielfilm-Regiedebüt. Susan Johnson, Regisseurin des ersten Teils, ist weiterhin als Executive Producer tätig.
Neben Condor und Centineo kehren auch Janel Parrish, Anna Cathcart und John Corbett zurück. Als neue Darsteller wurden Jordan Fisher, Ross Butler, Sarayu Blue und Holland Taylor verpflichtet.
Die Dreharbeiten begannen am 27. März 2019 im kanadischen Vancouver. Die Highschool-Szenen entstanden erneut an der öffentlichen Schule Point Grey Secondary School in Vancouver. Drehende war der 10. Mai 2019.

## Synchronisation
Die deutsche Synchronisation entstand nach dem Dialogbuch von Arlette Stanschus sowie unter der Dialogregie von Robert Kotulla durch die Synchronfirma CSC-Studio in Hamburg.
| Schauspieler     | Rollenname                   | Synchronsprecher      |
| ---------------- | ---------------------------- | --------------------- |
| Lana Condor      | Lara Jean Covey              | Franciska Friede      |
| Noah Centineo    | Peter Kavinsky               | Timo Kinzel           |
| Madeleine Arthur | Christine                    | Liza Ohm              |
| John Corbett     | Dr. Dan Covey                | Charles Rettinghaus   |
| Emilija Baranac  | Genevieve                    | Jenny Maria Meyer     |
| Jordan Fisher    | John Ambrose McClaren        | Flemming Stein        |
| Holland Taylor   | Stormy                       | Isabella Grothe       |
| Anna Cathcart    | Katherine „Kitty“ Song Covey | Emily Seubert         |
| Trezzo Mahoro    | Lucas James                  | Claudiu Mark Draghici |
| Ross Butler      | Trevor Pike                  | Johannes Semm         |

## Rezeption
Der Film erhielt überwiegend gemischte Kritiken. Bei Metacritic erhielt der Film einen Metascore von 54/100 basierend auf 17 Rezensionen, bei Rotten Tomatoes waren 76 Prozent der 72 Rezensionen positiv.